# Université Aston
L'université Aston (en anglais : Aston University) est une université publique anglaise dont le campus se situe au centre-ville de Birmingham, spécialisée en commerce, sciences et technologies. Le bâtiment principal de l'université est réputé pour être l'une des plus grandes constructions en briques d'Europe.
Les cours proposés par l'université sont : ingénierie, psychologie, langues, biosciences, pharmacie, ophtalmologie, audiologie, commerce, management, sociologie, politiques publiques, sciences politiques et relations internationales. Aston, avec 7 000 étudiants est plus modeste que l'université de Birmingham et ses 26 000 étudiants. L'université est spécialisée dans les sciences, la technologie et le commerce et offrent un choix de programme moins large que sa rivale à Birmingham mais est mieux classée dans chacun de ses domaines. À titre d'exemple, le master en Management de l'Aston Business School est classé 13e au niveau européen en 2007.[réf. nécessaire]

## Historique
Fondée en 1895 sous le nom d'École technique municipale de Birmingham (The Birmingham Municipal Technical School), l'institution est officiellement devenue l'université d'Aston à Birmingham (University of Aston in Birmingham) le 22 avril 1966 après avoir reçu sa charte royale. Elle prit son nom définitif en 1997. Sir Michael Bett en est devenu le chancelier le 21 octobre 2004 en remplacement de Sir Adrian Cadbury. Le campus Gosta Green est partagé avec l'institut d'art et de dessin de l'université d'Angleterre centrale.